# Robbie Peden
Robert Lloyd Peden (ur. 11 listopada 1973 w Brisbane) – australijski bokser, były mistrz świata IBF w wadze super piórkowej.

## Kariera zawodowa
Jako zawodowiec zadebiutował 21 grudnia 1996 roku. Do końca 2000 roku stoczył 20 walk, z których 19 wygrał i 1 przegrał, zdobywając pas IBF Pan Pacific oraz NABF. Peden w tym czasie pokonał m.in. Polaka Dariusza Snarskiego, z którym walczył we Wrocławiu.
9 marca 2003 roku zmierzył się z Juanem Manuelem Márquezem o tytuły NABF i USBA, ale też o miano pretendenta do tytułu IBF w wadze super piórkowej. Pomimo dobrej walki, Peden został poddany w 10 rundzie, odmawiając dalszej walki.
14 marca 2004 roku zmierzył się w eliminatorze IBF z Natem Campbellem. Peden znokautował rywala w 5 rundzie, gdy ten niespodziewanie opuścił ręce i przyjął cios. 23 lutego doszło do rewanżu obu bokserów, ale stawką było już mistrzostwo świata IBF w wadze super piórkowej. Peden ponownie zwyciężył, ale przez techniczny nokaut w 8 rundzie.
17 września 2005 roku zmierzył się w unifikacyjnym pojedynku z mistrzem WBC, Marco Antonio Barrerą. Peden przegrał jednak wysoko na punkty i utracił pas.